# Ecuador en los Juegos Olímpicos de México 1968
Ecuador estuvo representado en los Juegos Olímpicos de México 1968 por un total de 15 deportistas, 14 hombres y una mujer, que compitieron en 6 deportes.
El portador de la bandera en la ceremonia de apertura fue el nadador Fernando González. El equipo olímpico ecuatoriano no obtuvo ninguna medalla en estos Juegos.